# Vida Károly
Vida Károly (Páké (Háromszék megye), 1819. március 19. – Nagyvárad, 1862. január 4.) hírlapíró és szerkesztő.

## Élete
Pákéban született, ahol apja a széknek bírája és vagyonos ember volt. Vida hétéves korában a székelyudvarhelyi kollégiumba küldetett, a humaniorákat Nagyenyeden végezte. Nehány hétig Nagykunságon volt mérnöki gyakorlaton. 1838-ban Németországban, Franciaországban és Belgiumban tett utazást tudományos szempontból, különösen a répacukorgyártást szándékosan megismerni. Egy év mulva hazatérvén, a politikai lapokban lépett fel mint levelező és iparűző. 1843-ban mint szerkesztői segéd foglalkozott az Erdélyi Híradó mellett. A lap megszűnése után Magyarországra költözött és jelen volt az 1843. évi országgyűlésen. 1844-ben Párizst látogatta meg és ott a természeti tudományokat, különösen a vegytant tanulmányozta egy évig, mikor újra tapasztalati utazást tett Dél-Franciaországban, Észak-Németországban és Svájcban. 1845-ben visszatérvén hazájába, szakadatlanul a zsurnalisztika terén az akkori konzervatív párt táborában működött. Ipari és gazdászati cikkeket írt a Műiparba (1841), a Magyar Gazdába (1842, 1847), a Hetilapba (1846), Természetbarátba (1847) és az Új Magyar Múzeumba (I. 1851-52). Mint a Budapesti Híradó rendes munkatársa számos cikket írt, melyek közül említésre méltók: a «Gázvilágítás», mely nem csekély meglepetést okozott, továbbá a Nád- és répacukorról szóló értekezése. Kossuth Lajos ellen intézett levélciklus «Levél a szerkesztőséghez» c. alatt; «Az erdélyi szászokról»; «Helyzetünk s a legsürgetősb reformok» cikksorozat; «Egy plebejus gr. Dessewffy Emilhez» kilenc levél; «Talpon legyünk» sat. Írt birálatokat is. 1848. március 18-án az eddig is általa vezérelt lap már szerkesztői firmája alatt jelent meg (megszűnt július 15-én); 1848. július 19-én a «Figyelmező» politikai napilapnak volt kiadó-szerkesztője Pesten és utóbb Pozsonyban; ez azonban 1850 elején betiltatott és Vida Erdélybe falusi magányába vonult. Végre még egyszer mint szerkesztő szerepelt, ugyanis 1856. április 1-től június 30-ig kiadószerkesztője volt a Kolozsvári Közlönynek és 1856. július 1-től a Magyar Futár című Kolozsvárt hetenként kétszer megjelent politikai lapnak, mely 1859 nyarán a «Közcsend háborítás» címen indított per befejeztéig szünetelt; míg 1859. október 15-én végképp megszűnt.

## Munkái
- Elmélkedések a magyar nemzet viszontagságainak története felett. Pest, 1852.
- A növekedő új világhatalom. Szózat a földbirtok érdekében. Kolozsvár, 1860.
- Restaurátió vagy revolutió? Őszinte szó a magyar nemzethez. Lipcse, 1861. (Névtelenül.)
- Ausztriával-e vagy a nélkül? Második őszinte szó a magyar nemzethez. A restauratio vagy revolutio szerzőjétől. Pest, 1862. (Névtelenül.)